# Húsares de Junín
Los Húsares de Junín, oficialmente Regimiento de Caballería «Glorioso Húsares de Junín» N.° 1 - Libertador del Perú, es una unidad histórica del Ejército del Perú y desde su creación, como integrante de la Legión Peruana de la Guardia, nunca ha sido desactivada habiendo estado presente en los acontecimientos más importantes de la Historia del Perú. 
Debido a su trascendencia histórica fueron designados para estar presentes en la reincorporación de Tacna al territorio del Perú el 28 de agosto de 1929.
Fueron la Guardia Montada del Presidente de la República desde el 5 de marzo de 1987 hasta el 27 de julio de 2012, fecha en que fueron relevados por el Regimiento de Caballería «Mariscal Domingo Nieto» en cumplimiento a lo dispuesto en la Resolución Ministerial No 139-2012/DE/EP del 2 de febrero de 2012, firmada durante el gobierno del presidente Ollanta Humala.
Su sede estuvo ubicada en el Cuartel Barbones, en el centro histórico de Lima, regresando al Comando de Educación y Doctrina del Ejército - Chorrillos donde estuvo acantonado hasta 1987. Su misión actual es presentarse en todas las ceremonias oficiales, con su Bandera de Guerra y Escolta y su Banda Regimentaria de Guerra de Clarines.

## Reseña histórica

### Origen del nombre
En julio de 1821 el libertador José de San Martín creó sobre la base de un escuadrón del regimiento Cazadores a Caballo de los Andes, unidad montada del ejército argentino que fue creada en 1817 y que se había distinguido en la campaña libertadora de Chile, el escuadrón Húsares de la Escolta del General, el cual contó inicialmente con sesenta y cuatro hombres al mando del capitán francés Pedro Benigno Raulet.
Dicho escuadrón fue uno de los primeros en ingresar a Lima el 6 de julio de 1821 y el que acompañó a la comitiva oficial el día de la Declaración de Independencia del Perú. Luego fue incorporado a las tropas que sitiaban el Real Felipe, hasta septiembre de ese año en que capitularon sus defensores.
El 18 de agosto de 1821 fue creada por Decreto Protectoral la Legión Peruana de la Guardia, unidad del Ejército del Perú, que estaría compuesta por: 
- Un batallón de infantería, formado por seis compañías (una de granaderos, una de cazadores y cuatro de fusileros).
- Dos escuadrones de caballería ligera y
- Una compañía de artillería volante.

San Martín dispuso que el escuadrón del capitán Raulet sirviera de base para la creación de los dos escuadrones de Húsares de la Legión Peruana, que estarían al mando general del teniente coronel Guillermo Miller.
En 1822, estos escuadrones de húsares dieron origen al Regimiento de Caballería Húsares de la Legión Peruana de la Guardia con cuatro escuadrones de aproximadamente cien plazas cada uno. El cuarto escuadrón de esta unidad se organizó en Trujillo a órdenes del coronel Antonio Gutiérrez de la Fuente contando con un efectivo inicial de ciento ocho hombres.
Durante la Segunda Campaña de Intermedios los tres primeros escuadrones del regimiento fueron comandados por el coronel Federico de Brandsen. Sobre la base del cuarto escuadrón que había quedado en el norte del Perú en 1823 se creó el Regimiento Coraceros del Perú, el cual tras refundirse con los restos de los húsares de la guardia en 1824 pasó a denominarse Húsares del Perú.  Al mando del coronel Antonio Placencia tomó parte en la Batalla de Junín, en 1824 se llamó "Húsares del Perú" es cambiado por el Libertador Simón Bolívar Batalla de Junín al de "Húsares de Junín", para finalmente combatir en la decisiva Batalla de Ayacucho, obteniendo los Húsares de Junín luego de finalizada la batalla el título de Libertador del Perú, en esta ocasión al mando del comandante argentino Manuel Isidoro Suárez.

### Bautizo de fuego y campañas militares

#### Guerras de Independencia

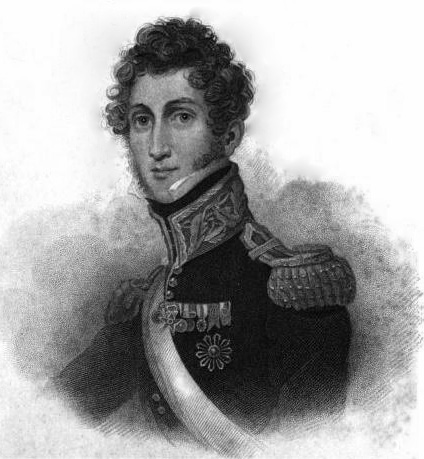
General inglés Guillermo Miller, primer comandante de los Húsares de la Guardia.

En octubre de 1822, al segundo escuadrón de Húsares de la Guardia se le envió a Chincha Alta para realizar un reconocimiento. Hasta allí había llegado el Ejército Realista, al mando del general José Ramón Rodil y Campillo. Las tropas se enfrentaron y fue para los húsares la oportunidad para que mostraran su valía.
Al año siguiente el regimiento formó parte del ejército patriota que participó de la Segunda Campaña de Intermedios, teniendo un rol protagónico en la Batalla de Zepita, al mando del coronel francés Federico de Brandsen. Sin embargo tras el fracaso de la campaña y mientras regresaba a Lima buena parte del regimiento fue capturado en alta mar por un buque español, lo que hizo que este tuviera que ser nuevamente reorganizado, llamándose en adelante Húsares del Perú.
En la Batalla de Junín, el regimiento Húsares del Perú tuvo una descollante participación, distinguiéndose en particular el primer escuadrón, al mando del coronel argentino Manuel Isidoro Suárez, gracias a la sagacidad del sargento mayor José Andrés Rázuri, quien apreciando la magnífica oportunidad de caer sobre el flanco y retaguardia del enemigo, cambió deliberadamente la orden de retirada por la de ataque.
Así la caballería peruana cargó sobre los realistas y en una acción resuelta y sorpresiva, transformaron la hasta entonces derrota, en victoria. Por esta notable acción, Simón Bolívar, cambió el nombre al Regimiento Húsares del Perú por el de Regimiento Húsares de Junín. El 9 de diciembre de 1824, el Regimiento Húsares de Junín destacó por su bravura en la Batalla de Ayacucho, lo que le mereció llevar en su bandera de guerra la inscripción «Libertador del Perú» conforme al decreto fechado en Lima, el 27 de diciembre de 1824, siendo el nombre actual de la unidad: Regimiento de Caballería Glorioso «Húsares de Junín N.° 1» - Libertador del Perú.

#### Rebelión interna contra la República del Perú
El 6 de agosto de 1826, aproximadamente 200 húsares en 2 escuadrones (de los 4 regimientos presentes en la región), se rebelarían en Huancayo en reacción al Gobierno de la República del Perú, renegando del Congreso de la República, mientras declararon lealtad a la Corona de España. Las causas de este alzamiento se debió a una protesta contra la corrupción, junto al caos que generó el gobierno de la dictadura de Simón Bolívar (gran partidario del Republicanismo), responsabilizando al mal gobierno en las instituciones republicanas, acusadas de no corresponder con la Doctrina de la Iglesia católica ni con las tradiciones políticas regionales.
Así, estos húsares, que no deseaban retornar a Lima por órdenes de Bolívar, encarcelarían a sus oficiales y se apropiarían de las armas y los fondos públicos, para posteriormente partir en dirección a Ayacucho con el fin de unirse a las tropas del general indígena y realista, Antonio Huachaca, quien un año antes en Huanta, junto a las comunidades campesinas de la zona, le declararon la guerra al Estado peruano y juraron lealtad al rey Fernando VII de España, iniciando la Guerra de Iquicha (1825-1828).
Los otros 2 regimientos leales a la república seguirían en Huancayo encargándose del desarrollo de las elecciones bolivarianas para oficializar la Constitución "Vitalicia" de 1826, a su vez que intervinieron en la orden de represión de la dictadura contra dichos alzados, saliendo victoriosos en el Combate de Ccorihuillca, en el que saldrían derrotados los rebeldes monárquicos.
En 1827, ya caído el régimen bolivariano, el gobierno republicano del Perú (por medio de Andrés de Santa Cruz y José de La Mar) les propuso un indulto a dichos rebeldes con tal de que depongan las armas.Pese a ello, los húsares prefirieron mantener su guerra monarquista contra el Perú hasta 1828, año en el que serían derrotados y masacrados, junto a los iquichanos contrarrevolucionarios, por las tropas nacionales de la República.

#### Guerra contra la Gran Colombia
En la Guerra contra la Gran Colombia, en la Batalla del Portete de Tarqui, ocurrida el 27 de febrero de 1829, luego de que el ejército grancolombiano al mando del mariscal Antonio José de Sucre se posesionara del Portete de Tarqui, el general José de la Mar ordenó el repliegue estratégico del ejército peruano hacia Girón, mientras tanto la caballería grancolombiana del coronel Daniel Florencio O'Leary intentaba cortar el repliegue de la infantería peruana, en vista de ello, el general argentino Mariano Necochea al mando de los Húsares de Junín comandó una carga de caballería que consiguió desbaratar a la caballería grancolombiana (escuadrón "Cedeño") y detener el avance de la infantería de la Gran Colombia, compuesta por unas compañías de cazadores, protegiendo el repliegue de la infantería peruana, fue en esta batalla cuando se produjo el célebre duelo a lanza entre el teniente coronel del Ejército Peruano Domingo Nieto, jefe del primer escuadrón de los Húsares de Junín, y el coronel venezolano José María Camacaro, 1.ª Lanza de la caballería de la Gran Colombia, que mandaba al escuadrón "Cedeño" y que envió un parlamentario con señal blanca para que haga un desafío, a fin de "que ahorrasen la sangre de sus regimientos y que él se batiría con cualquiera que le conteste el duelo y el que ganara se quedaba con la victoria", triunfó Nieto, Camacaro fue muerto de un lanzazo y las armas peruanas se quedaron con la victoria. 
Al ver a su jefe muerto los soldados grancolombianos del escuadrón "Cedeño" no aceptaron la derrota de su jefe y atacaron a los "Húsares de Junín", pero estos lograron derrotarlos y acuchillaron a casi todos sus efectivos reduciéndolo a 6 o 7 hombres aproximadamente, consiguiendo los "Húsares de Junín", con su acción, impedir que las armas de la Gran Colombia obtengan una victoria total sobre las armas peruanas.

#### Guerra del guano y del salitre
Durante la guerra del guano y del salitre participaron en las campañas de Tarapacá y Tacna, en octubre de 1879, treinta y dos húsares al mando del teniente coronel Belisario Suárez incursionaron tras las líneas chilenas en misión de reconocimiento, obteniendo en su retirada un victorioso Combate en Quillagua contra la caballería chilena.
En noviembre de 1879, una fuerza combinada de húsares peruanos y bolivianos de unos noventa hombres, que constituía la retaguardia del ejército aliado, fue destruida por dos escuadrones del regimiento Cazadores a Caballo del Ejército de Chile (ciento setenta y cinco hombres) pereciendo durante la acción su comandante José Buenaventura Sepúlveda. En mayo de 1880 un piquete de húsares atacó, en el desierto al norte de Tacna, una columna de suministros del ejército chileno capturando sesenta mulas cargadas de agua.
Durante la batalla de Tacna ciento seis húsares combatieron como parte de la caballería aliada teniendo durante la acción cincuenta y tres bajas entre ellas a su segundo y tercer jefe.

#### ElsigloXX
En los años 1985 y 1986, con un escuadrón de caballería de los Husares de Junín, además de una compañía de infantería y una batería de artillería, se formó el batallón contrasubversivo de la 18.va División Blindada. En enero de 1992, ante la intensificación de las acciones subversivas en Lima, la unidad realizó operaciones de patrullaje nocturno.

### Acciones de armas
En los conflictos bélicos que involucraron al Perú los Húsares han participado en las siguientes batallas:
- 1822 - Combate de Caucato.
- 1823 - Batalla de Zepita.
- 1824 - Batalla de Junín.
- 1824 - Batalla de Ayacucho.
- 1825 - Campaña de Sucre en el Alto Perú.
- 1829 - Batalla del Portete de Tarqui.
- 1836 - Batalla de Socabaya.
- 1838 - Batalla de Portada de Guía.
- 1838 - Combate de Pisco.
- 1838 - Combate del Cerro de la Sierpe.
- 1841 - Batalla de Ingavi.
- 1858 - Sitio y Asalto de Arequipa.
- 1879 - Combate de Quillagua.
- 1879 - Batalla de Germania.
- 1880 - Batalla del Alto de la Alianza.

### Escolta presidencial
En febrero de 1987 el entonces presidente Alan García, ordenó que se le dé un «carácter peruanista» a la guardia presidencial que desde 1904 estaba constituida por el Regimiento de Caballería «Mariscal Domingo Nieto», creado por sugerencia de la Primera Misión Militar Francesa que en 1896 reorganizó al Ejército Peruano, y cuyos uniformes García consideraba similares a los usados por los Dragones de la Guardia Republicana de Francia. Para ello, escogió al Regimiento de Caballería Glorioso «Húsares de Junín N° 1» - Libertador del Perú como su escolta presidencial.
Sin embargo mediante la Resolución Ministerial No 139-2012/DE/EP del 2 de febrero de 2012, firmada durante el gobierno de Ollanta Humala, se aprobó y se autorizó la reactivación del Regimiento de Caballería de Guardias Dragones «Mariscal Domingo Nieto» como escolta del presidente, dándole como misión principal la de garantizar la seguridad del mismo y del Palacio de Gobierno, regresando los Húsares de Junín al Comando de Educación y Doctrina del Ejército - Chorrillos donde estuvieron acantonados hasta 1987.

## Uniforme
El uniforme original, diseñado por el comandante Guillermo Miller, difiere considerablemente del actual, pues se asemejaba al de los húsares ingleses de la época, que como principal distintivo, vestían en la cabeza un gorro de piel, con plumero y manga roja en lugar del actual chacó de estilo francés. El pantalón era azul en campaña y blanco en parada, el dormán (casaca corta de caballería) color grana y la pelliza (chaqueta con forro de piel que los húsares llevaban colgada del hombro) azul. Este fue, con pequeñas modificaciones posteriores, el uniforme que el regimiento vistió hasta mediados del siglo XIX.

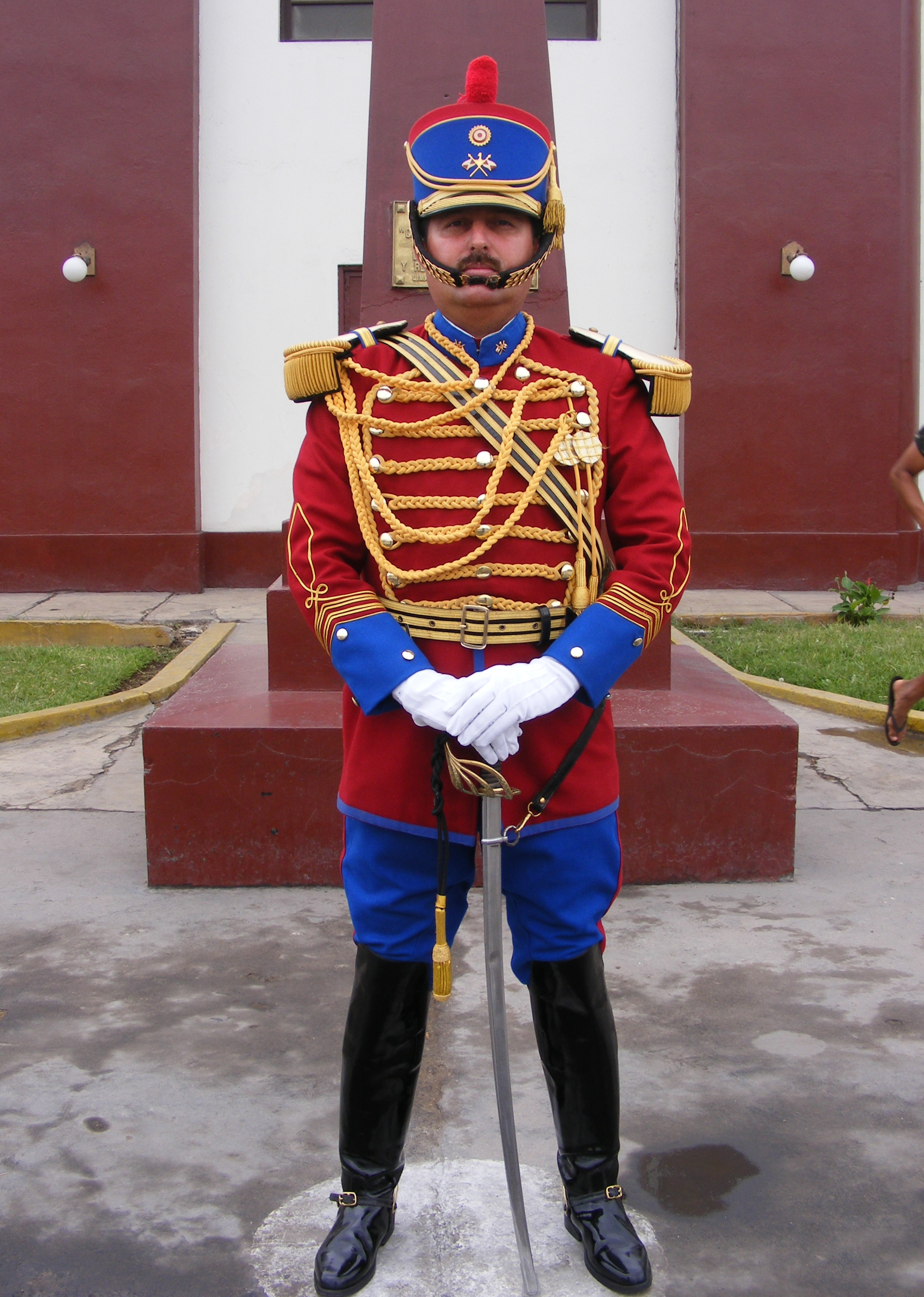
Uniforme de Oficial del RC "Husares de Junin" N.º 1 Libertador del Perú.

Sin embargo los investigadores ingleses T. Hooker y R. Poulter señalan en su libro The Armies of Bolívar and San Martín que los húsares peruanos vistieron, en las campañas de Junín y Ayacucho, un uniforme con los colores inversos al original, es decir pantalón grana y dormán azul. El actual uniforme, que es una representación moderna, se compone de pantalón azul de Prusia, casaca grana con vivos azules, alamares del mismo color para los soldados y dorados para los oficiales, completa su atuendo un chacó azul con franja superior y plumero de color rojo. Van armados con lanza y sable armas blancas usadas por los cuerpos de caballería ligera.

## Visión
El Regimiento de Caballería "Glorioso Húsares de Junín" N.ª 1 Libertador del Perú aspira a ser una Unidad Histórica, Ceremonial y de Combate cada vez más eficiente, organizada e integrada con personal de oficiales, suboficiales, tropa especialista y tropa de servicio militar de cualidades óptimas, motivado y entrenado para garantizar a cabalidad su participación en la formación y perfeccionamiento del personal de Oficiales, cadetes del arma de caballería así como en la formación de los auxiliares de caballería que egresan del Instituto de Educación Superior Tecnológico del Ejército – Escuela Técnica del Ejército (IESTE - ETE).

## Misión
Los Húsares de Junín tienen como misión presentarse en todas las ceremonias oficiales, con su Bandera de Guerra y Escolta y su Banda Regimentaria de Guerra de Clarines, conformando el grupo de unidades históricas del Ejército del Perú, junto al Batallón de Infantería Motorizada "Legión Peruana" N.º 1 y la Batería de Artillería Volante de la Legión Peruana de la Guardia, además de colaborar con la instrucción en el Comando de Educación y Doctrina del Ejército, como era antiguamente, participando en la formación y perfeccionamiento del personal de Oficiales, cadetes del arma de caballería así como en la formación de los auxiliares de caballería que egresan del Instituto de Educación Superior Tecnológico del Ejército – Escuela Técnica del Ejército (IESTE - ETE).

## Composición actual
El Regimiento está compuesto por 4 escuadrones:
- Escuadrón A.
- Escuadrón B.
- Escuadrón C.
- Escuadrón D.

Integran también el regimiento la Banda de Guerra de clarines y el Pelotón Comando.

## Cuarteles y guarniciones
En 1879 los Húsares de Junín tenían su sede en Trujillo, pero antes de estar en esa ciudad norteña su sede era el Cuartel Barbones en Lima.
En 1929 con motivo de la reincorporación de la ciudad heroica de Tacna al Perú, los Húsares de Junín fueron enviados a ese departamento fronterizo, siendo el primer jefe el coronel de Caballería EP José Ricardo Luna.
En 1951, los Húsares de Junín son trasladados a Lima donde ocupan las instalaciones del Cuartel “San Martín” en la avenida del Ejército del Distrito de Miraflores.
Posteriormente, en noviembre de 1963, los Húsares de Junín pasan a ocupar las instalaciones del Centro de Instrucción Militar del Perú (C.I.M.P.), hoy Comando de Educación y Doctrina del Ejército (COEDE). 
Desde el 5 de marzo de 1987 el Regimiento de Caballería “Glorioso Húsares de Junín” N.º 1 ocupa las instalaciones del Cuartel Barbones en el distrito de El Agustino – Lima.
El 14 de mayo de 2012 el Regimiento de Caballería “Glorioso Húsares de Junín” N.º 1 es reubicado en las instalaciones del COEDE.